# Thomas Brinkmann
Thomas Brinkmann, född den 5 januari 1968 i Duisburg, Tyskland, är en västtysk landhockeyspelare.
Han tog OS-silver i herrarnas landhockeyturnering i samband med de olympiska landhockeytävlingarna 1988 i Seoul.